# Newcastle, Africa de Sud
Newcastle este un oraș din provincia Kwazulu-Natal, Africa de Sud.